# WIN/GIA

Logo

Worldwide Independent Network/Gallup International Association (WIN/GIA) byla mezinárodní spolupráce nezávislých firem zabývajících se výzkumem trhu a průzkumy veřejného mínění. Vznikla v květnu 2010, kdy navázaly spolupráci Gallup International Association (GIA), která vznikla v roce 1947, a Světová nezávislá síť pro výzkum trhu (WIN), která vznikla v dubnu 2007. Spolupráce skončila v roce 2017.